# Wallnoeferia
Wallnoeferia é um género botânico pertencente à família das orquídeas (Orchidaceae).